# Вім Сюрбір
Вім Сюрбір (нід. Wim Suurbier, нар. 16 січня 1945, Ейндговен — 12 липня 2020) — нідерландський футболіст, правий захисник.
Насамперед відомий виступами за клуб «Аякс», а також за національну збірну Нідерландів.
Семиразовий чемпіон Нідерландів. Чотириразовий володар Кубка Нідерландів. Триразовий володар Кубка європейських чемпіонів. Володар Міжконтинентального кубка. Володар Суперкубка УЄФА.

## Клубна кар'єра
Народився 16 січня 1945 року в місті Ейндговен. Вихованець футбольної школи клубу «Аякс». Дорослу футбольну кар'єру розпочав у 1966 році у складі команди того ж клубу, в якій провів одинадцять сезонів, взявши участь у 393 матчах чемпіонату. Більшість часу, проведеного у складі «Аякса», був гравцем основного складу команди. За цей час шість разів виборював титул чемпіона Нідерландів, тричі поспіль ставав володарем Кубка європейських чемпіонів, володарем Міжконтинентального кубка, володарем Суперкубка УЄФА.
Згодом з 1977 до 1982 року грав у складі команд клубів «Шальке 04», «Мец», «Лос-Анджелес Ацтекс» та «Спарта».
Завершив професійну ігрову кар'єру в американському «Сан-Хосе Ертквейкс», за команду якого виступав протягом 1983 року.

## Виступи за збірну
У 1966 році дебютував в офіційних матчах у складі національної збірної Нідерландів. Протягом кар'єри у національній команді, яка тривала 13 років, провів у формі головної команди країни 60 матчів, забивши 3 голи.
У складі збірної був учасником чемпіонату світу 1974 року у ФРН, де разом з командою здобув «срібло», чемпіонату Європи 1976 року в Італії, на якому команда здобула бронзові нагороди, чемпіонату світу 1978 року в Аргентині, де разом з командою здобув «срібло».

## Кар'єра тренера
Завершивши виступи на футбольному полі, залишився у Сполучених Штатах Америки, де протягом 1983—1994 років очолював команди низки місцевих футбольних клубів.

## Титули і досягнення
- Чемпіон Нідерландів (7):

«Аякс»:  1965-66, 1966-67, 1967-68, 1969-70, 1971-72, 1972-73, 1976-77
- Володар Кубка Нідерландів (4):

«Аякс»:  1966-67, 1969-70, 1970-71, 1971-72
- Володар Кубка європейських чемпіонів (3):

«Аякс»:  1970-71, 1971-72, 1972-73
- Володар Міжконтинентального кубка (1):

«Аякс»:  1972
- Володар Суперкубка Європи (2):

«Аякс»:  1972, 1973
- Віце-чемпіон світу: 1974, 1978